# BREAK IN2 THE NITE
『BREAK IN2 THE NITE』（브레이크 인투 더 나이트）는 move의 5번째 싱글 앨범이다.

## 개요
- 뮤직 비디오가 무서움을 부추기는 연출기법으로 제작되었으며 특히 motsu가 한 칼라 컨택트 렌즈의 공포는 화제를 몰았다.
- 싱글 앨범 중 커플링 곡이 리믹스만으로 편성되었으며 이 구성은 싱글 앨범을 통틀어 현재까지 마지막으로 이루어져 있다.
- 이니셜 D의 OP로 사용되고 있는 숏 버전과 앨범에 들어간 것에는 미묘한 차이가 있는데 특히 yuri의 보컬 파트가 현저하게 차이를 보인다.

## 수록곡
1. BREAK IN2 THE NITE
  - 작사：motsu, 작곡：t-kimura
  - TV 애니메이션「이니셜 D」오프닝 곡（ACT20이후）
2. BREAK IN2 THE NITE(t.kimura plant mix)
3. BREAK IN2 THE NITE(tv mix)platinum